# Violone

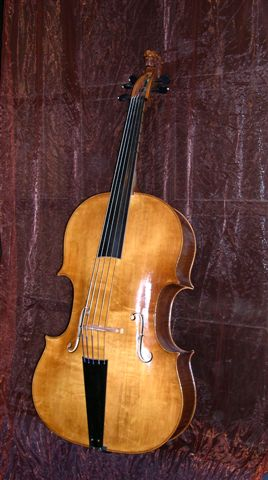
Violone, fünfsaitig, mit F-Löchern. Moderner Nachbau eines historischen Instruments

Als Violone werden historische Streichinstrumente sowohl der Familie der Violen da gamba als auch der Familie der Violen da braccio im Bassregister bezeichnet.
In der Gambenform kommt der Violone auch mit den violintypischen F-Löchern vor, und man kann diese Art als Brückeninstrument von der Gambenfamilie zum Kontrabass betrachten. Er wurde in verschiedenen Stimmungen mit und ohne Bünde gespielt. Der Violone wurde im Gegensatz zu den Gamben nur selten von den Beinen gehalten, sondern häufig auf den Boden oder einen Schemel gestellt. Bei der Bogenhaltung kommen Ober- und Untergriff vor, letzterer dominiert.
Unter der Bezeichnung „Violone“ wurden Achtfußinstrumente (die wie notiert klingen) und Sechzehnfußinstrumente (die eine Oktave tiefer klingen) zusammengefasst. Es ist heute im Einzelfall schwierig zu entscheiden, welches Instrument dem Komponisten jeweils zur Verfügung stand.
Der Spieler eines Violone wird „Violonist“ genannt, was nicht mit Violinist verwechselt werden sollte (im Französischen heißt die Violine violon und ein Geiger infolgedessen violoniste).

## Violone bei Johann Sebastian Bach
Johann Sebastian Bach bezeichnete sein tiefstes Streichinstrument immer als Violone und ließ es in vollbesetzten Werken (etwa in Kantaten) nur selten pausieren. Nach heutigem Stand der Forschung dürfte in Weimar noch eine lokale Tradition existiert haben, nach der der Violone ein Achtfuß-Instrument war. In Köthener und Leipziger Partituren führt Bach das Instrument immer bis D hinunter, manchmal auch bis C. Hier handelt es sich möglicherweise um zwei verschiedene Sechzehnfußinstrumente, die Bach meist als Violone grosso oder ähnlich bezeichnet. In den Brandenburgischen Konzerten kommen alle drei Instrumente vor.